# にらみ返し
にらみ返しまたは睨み返し（にらみかえし/にらみがえし）は、古典落語の演目。原話は、1777年（安永6年）に出版された笑話本『春袋』の一編「借金乞」。元は上方落語で、江戸落語には4代目桂文吾から3代目柳家小さんに教える形で伝わった。

## 概要
大晦日を舞台にした噺で、寄席などでは年末に多く演じられる。
演技の重点を無言での顔の表情の変化に置くため、CDなどのような、音声のみのソフト化は非常に少ない。

## あらすじ
江戸時代、商売は掛けで行われ、その支払いは大晦日に1年分のツケで行うのが普通であった。
長屋の八五郎とその妻は支払いの当てがなく、頭を抱えている。薪屋の掛け取りがやってくるが、何とか言いくるめようとし、最後には薪屋を怒らせて、結果として退散させることに成功する。しかしながら、まだ次々と掛け取りはくるだろうとし、うんざりする。
そこに「エー、借金の言い訳ー、しましょーう。エー、借金の言い訳ー、しましょーう」と、奇妙な売り声が聞こえ、さっそく八五郎が家に呼ぶと、彼は自分は借金の言い訳屋であり、雇われて取り立て人を追い返すことを生業としていると説明する。代金は「一刻一分（いっとき いちぶ）」だと言い、これ幸いに八五郎はわずかな金を集めて、彼を雇うことを決める。言い訳屋は火を入れた煙草盆を持って来させた上で、2人がいると商売にならないと言って押し入れに隠れるように言う。
言い訳屋は家の入り口を睨むようにして座り、煙管を呑み始める。すると間もなくして米屋の小僧が掛け取りにやってくるが、家に入ったところで、見知らぬ男が自分の方を怒りの形相で睨んでいて驚く。小僧は何とか金を払って欲しいと声を掛けるものの、言い訳屋は一切声を出さず、とにかく睨め付け、しまいに埒が開かず怖くなった小僧は逃げ帰ってしまった。
様子を伺っていた八五郎は言い訳屋の手腕を褒め称えると、次の掛け取りが来たようだとして再び押し入れに引っ込む。そして、魚屋や酒屋など様々な店の者がやってくるが、米屋の小僧と同様に追い返されていく。
やがてしつこく、怖いことで知られる高利貸しがやってくる。言い訳屋は今までと同様に睨むものの、高利貸しの方も大声で凄むなど、対抗する。それに言い訳屋も負けじと、さらに煙管を大量にふかし、眉と目をより吊り上げ、うなり声を上げながら煙を高利貸しに吹きかける。さすがの高利貸しもこれは参ったとし、退散してしまう。
押し入れから出てきた八五郎はあの手強い高利貸しまで追い返してしまったと称賛するが、ここで言い訳屋は時間だとして帰ろうとする。まだ掛け取りは来るため、八五郎は追加で支払うのでまだ残ってくれと頼みこむが、言い訳屋は言う。
「そうしちゃいられません。これから家へ帰って、自分の分を睨みます」